# Bdnews24.com
Bdnews24.com est un site d'information en anglais et en bengali du Bangladesh. En juillet 2021, son classement Alexa était 6e au Bangladesh et occupe la place 1 484 dans le monde.

## Histoire
En 2005, l'entreprise a d'abord été la première agence de presse exclusivement en ligne du pays, connue sous le nom de BDNEWS. Le site web bdnews24.com développé par Ahmed Yasir Riad était le premier portail web d'information bilingue du Bangladesh, vingt-quatre heures sur vingt-quatre et sept jours sur sept. Les deux autres agences de presse nationales de l'époque étaient Bangladesh Sangbad Sangstha (BSS) et United News of Bangladesh (UNB), qui étaient à l'époque des services de presse par téléimprimeur. À la suite d'une prise de contrôle au milieu de l'année 2006 au sein de la société holding de l'agence, Bangladesh News 24 Hours Ltd, la propriété est confiée à deux administrateurs uniques : le directeur général et rédacteur en chef Toufique Imrose Khalidi (bn), et président de la société Asif Mahmood.
En octobre 2006, BDNEWS a été relancé en tant que premier journal en ligne gratuit du Bangladesh développé par Yasir, et a été rebaptisé bdnews24.com. Le rédacteur en chef Khalidi est journaliste et ancien présentateur de journal de la BBC. Le 28 mai 2012, le bureau de bdnews24.com a été attaqué par des hommes armés de machettes qui ont blessé trois journalistes,.

## Blocage du site
En juin 2018, bdnews24.com a été bloqué sans explication par la Bangladesh Telecommunication Regulatory Commission (BTRC),. Après plusieurs heures, la BTRC a débloqué le site web. Selon le président de la BTRC, le site avait « ajouté des commentaires répréhensibles dans l'une de leurs nouvelles ». Ce point n'a pas été identifié par la BTRC, mais d'autres sources ont indiqué qu'il concernait la nomination du général Aziz Ahmed (en) comme chef d'état-major de l'armée.